# (16946) Farnham
(16946) Farnham (1998 HJ51) – planetoida z pasa głównego asteroid okrążająca Słońce w ciągu 3,68 lat w średniej odległości 2,38 j.a. Odkryta 25 kwietnia 1998 roku.